# Явчуновский, Яков Исаакович

Яков Явчуновский

Яков Исаакович Явчуновский (1922—1988) — театровед, доктор искусствоведения.

## Биография
Яков Явчуновский родился в городе Сумы 10 января 1922 года.
В 1946 году окончил Ленинградский университет по специальности филолог-литературовед. Учителями его были Г. А. Гуковский и Б. М. Эйхенбаум. С 1962 года преподавал в Саратовском университете, с 1985 года стал профессором.
В 1966 году в Саратовском университете защитил кандидатскую диссертацию на тему: «Проблема характера в драматургии Николая Погодина» (руководитель П. А. Бугаенко). В 1982 году защитил в Ленинградском институте театра, музыки и кинематографии докторскую диссертацию на тему: «Жанровая эволюция современной драмы».

## Творчество
Автор книг «Народный артист И. Слонов» (1961, Саратов), «Театр Николая Погодина. Проблемы характера» (1964, Саратов). Писал статьи и книги преимущественно об истории, теории и жанрах современной драматургии. Публиковался в журналах «Театр», «Литературное обозрение», «Волга», «Вопросы литературы», а также Саратовских газетах.
Яков Явчуновский умер в Саратове 8 октября 1988 года.

## Книги
- Григорий Коновалов. Саратов, Издательство Саратовского университета, 1969.
- «Документальные жанры». Саратов, Издательство Саратовского университета, 1974.
- «Драма вчера и сегодня: Жанровая динамика. Конфликты и характеры» Саратов, Издательство Саратовского университета, 1980[3]
- Литературное произведение: Пособие по спецкурсу. Саратов: Изд-во Сарат. ун-та, 1983[4].
- «Драма на новом рубеже: Драматургия 70-х и 80-х годов: конфликты и герои, пробл. поэтики» Саратов, Издательство Саратовского университета, 1989[5]